# Województwo podlaskie
Województwo podlaskie – jednostka podziału administracyjnego Polski, jedno z 16 województw. Położone jest w północno-wschodniej części kraju. Przez jego środek przepływa Narew. Siedzibą władz województwa jest Białystok. Na dzień 1 stycznia 2022 województwo miało około 1,1 mln mieszkańców. Obejmuje obszar 20 187,02 km².

## Historia

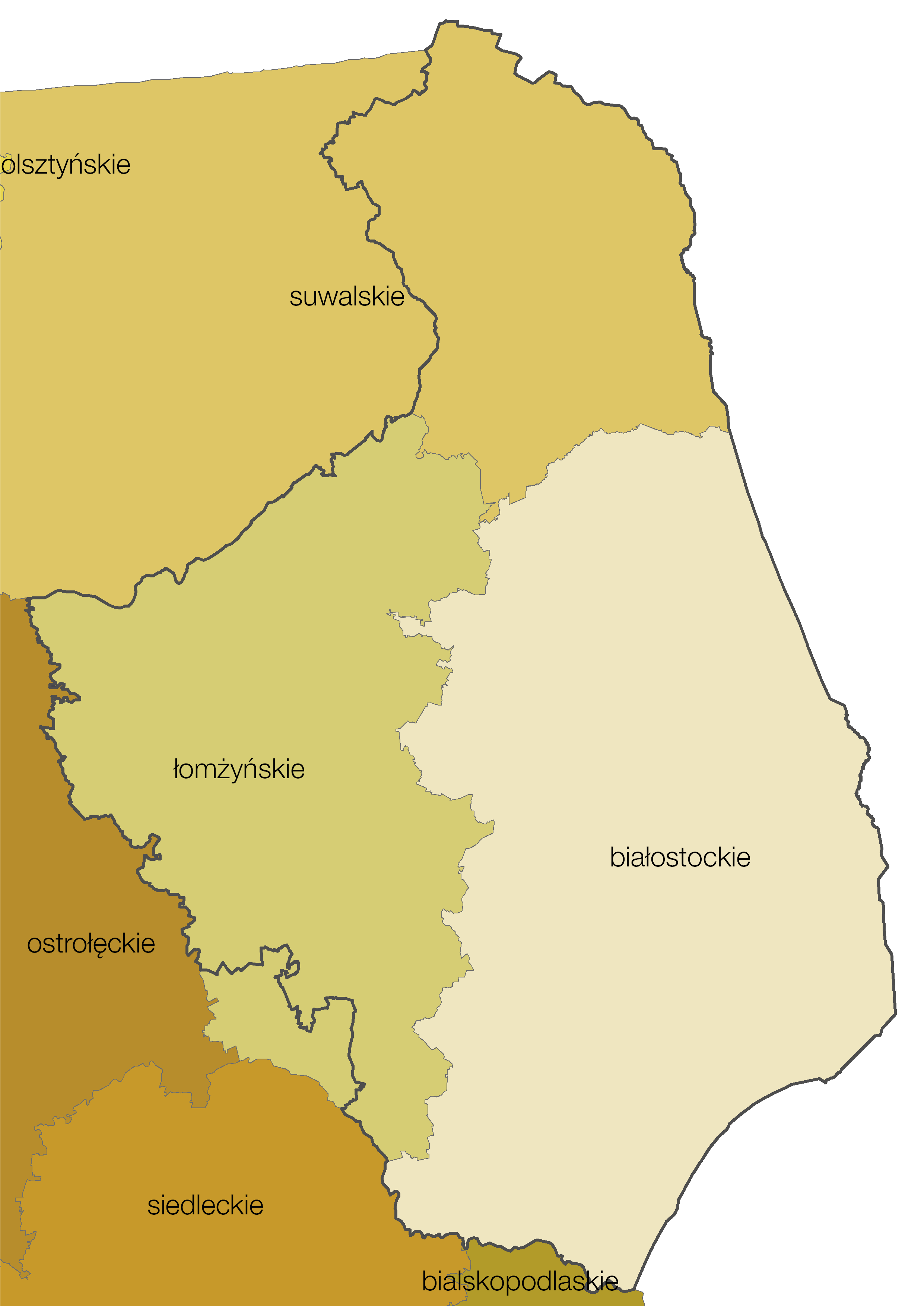
Województwa z lat 1975–1998 z granicą obecnego województwa podlaskiego

Województwo podlaskie zostało utworzone w 1999 roku z województw poprzedniego podziału administracyjnego:
- całości białostockiego
- większości łomżyńskiego (oprócz gmin: Andrzejewo, Boguty-Pianki, Nur, Szulborze Wielkie i Zaręby Kościelne)
- części suwalskiego (tylko gminy powiatów: augustowskiego, sejneńskiego i suwalskiego z miastem Suwałki).

Województwo posiada fragmenty pierwotnej Puszczy Białowieskiej oraz unikatowe bagna w dolinie Biebrzy i rozlewiska Narwi. Wyróżnikiem jest także wielokulturowość i wielowyznaniowość jego mieszkańców.

## Geografia
Według danych z 1 stycznia 2014 r. powierzchnia województwa wynosiła 20 187,02 km², co stanowi 6,5% powierzchni Polski.

### Położenie administracyjne
Województwo jest położone w północno-wschodniej Polsce i graniczy z:
- Białorusią (z obwodami brzeskim i grodzieńskim) na długości 236,3 km na wschodzie
- Litwą (z okręgami mariampolskim i olickim) na długości 100,3 km na północy
- Rosją (z obwodem królewieckim) dotyka go na trójstyku granic Polski, Rosji i Litwy

oraz z województwami:
- lubelskim na długości 3,9 km na południu
- mazowieckim na długości 345,7 km na południowym zachodzie
- warmińsko-mazurskim na długości 220,4 km na północnym zachodzie

### Położenie fizycznogeograficzne
Województwo podlaskie znajduje się na terenach Niziny Podlaskiej, Pojezierza Suwalskiego i Niziny Mazowieckiej.
Krajobraz urozmaicony, ukształtowany na północy podczas zlodowacenia bałtyckiego, na pozostałym obszarze podczas zlodowacenia środkowopolskiego. Najwyższe wzniesienia występują na północy, gdzie dominuje krajobraz pagórkowaty pojezierny, obejmujący pojezierza: Zachodniosuwalskie, Wschodniosuwalskie, Ełckie, oraz sandrowy pojezierny (Równina Augustowska); w środkowej i południowej części przeważają równiny peryglacjalne (wysoczyzny: Kolneńska, Białostocka, Wysokomazowiecka, Drohiczyńska, Wzgórza Sokólskie, Międzyrzecze Łomżyńskie, Równina Bielska), urozmaicone wcinającymi się w nie kotlinami i dolinami rzek, na zachodzie leży skraj sandrowej Równiny Kurpiowskiej.

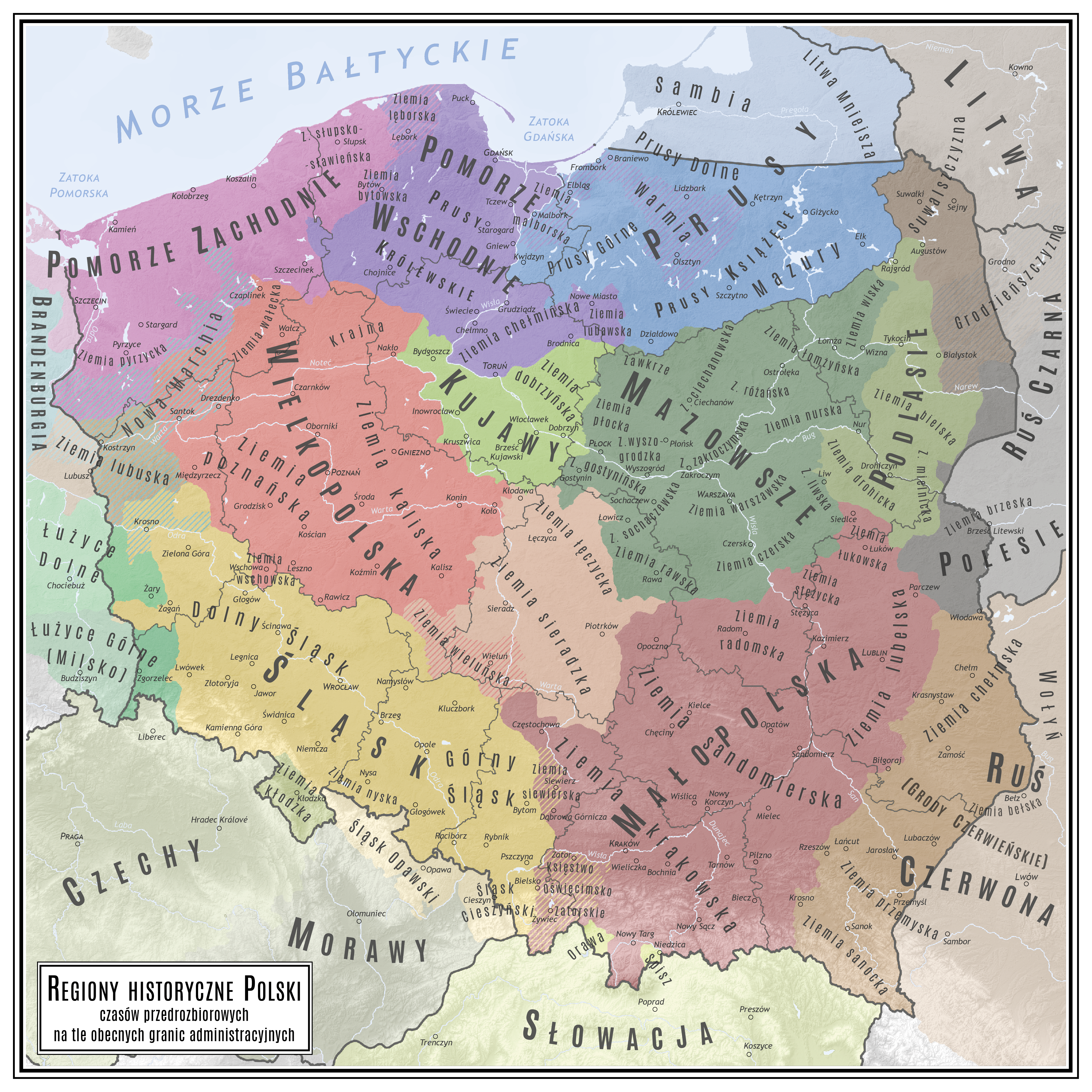
Krainy historyczne woj. podlaskiego i Polski na tle współczesnych granic administracyjnych

### Położenie historyczne
W skład województwa podlaskiego wchodzą następujące krainy historyczno-etnograficzne:
- Podlasie (większość powiatu białostockiego, powiat bielski, powiat hajnowski, powiat moniecki, część powiatu siemiatyckiego, część powiatu sokólskiego, wschodnia część powiatu wysokomazowieckiego). Ponadto część ziem regionu znajduje się poza granicami województwa podlaskiego; na obszarze województwa mazowieckiego i lubelskiego, na południe od Bugu (są to ziemie od Węgrowa po Międzyrzec Podlaski)
- Suwalszczyzna (powiat augustowski, północna część powiatu grajewskiego, część powiatu sokólskiego, powiat sejneński, powiat suwalski). Pozostałe ziemie regionu znajdują się w granicach Litwy.
- Mazowsze – ziemia łomżyńska i ziemia wiska (większość powiatu grajewskiego, powiat kolneński, powiat łomżyński, powiat zambrowski, zachodnia część powiatu wysokomazowieckiego, zachodnia część powiatu białostockiego)
- Polesie (część powiatu siemiatyckiego). Pozostałe ziemie regionu znajdują się w granicach województwa lubelskiego, a także Białorusi i Ukrainy.
- Ruś Czarna (mała część powiatu białostockiego i hajnowskiego na wschodzie) Pozostałe ziemie regionu znajdują się w granicach Białorusi.
- Mazury (mała część powiatu grajewskiego, głównie wsie znajdujące się na północ od Grajewa za rzeką Ełk położone wzdłuż granicy z województwem warmińsko-mazurskim).

### Topografia
W wymiarze północ-południe województwo rozciąga się na długości 237 km, to jest 2°07′50″. W wymiarze wschód-zachód rozpiętość województwa wynosi 170 km, co w mierze kątowej daje 2°32′29″.
Współrzędne geograficzne skrajnych punktów:
- północny: 54°24′37″ szer. geogr. N – granica państwowa na jeziorze Dunajewo (powiat suwalski),
- południowy: 52°16′47″ szer. geogr. N – nurt Bugu w pd. narożniku działki ewidencyjnej nr 1702 (powiat siemiatycki),
- zachodni: 21°35′34″ dług. geogr. E – zach. narożnik działki ewidencyjnej nr 46/3 (powiat łomżyński),
- wschodni: 24°08′03″ dług. geogr. E – słupek graniczny nr 1495 (powiat białostocki).

Najwyższym punktem jest wierzchołek Rowelskiej Góry – 298 m n.p.m.

## Podział administracyjny

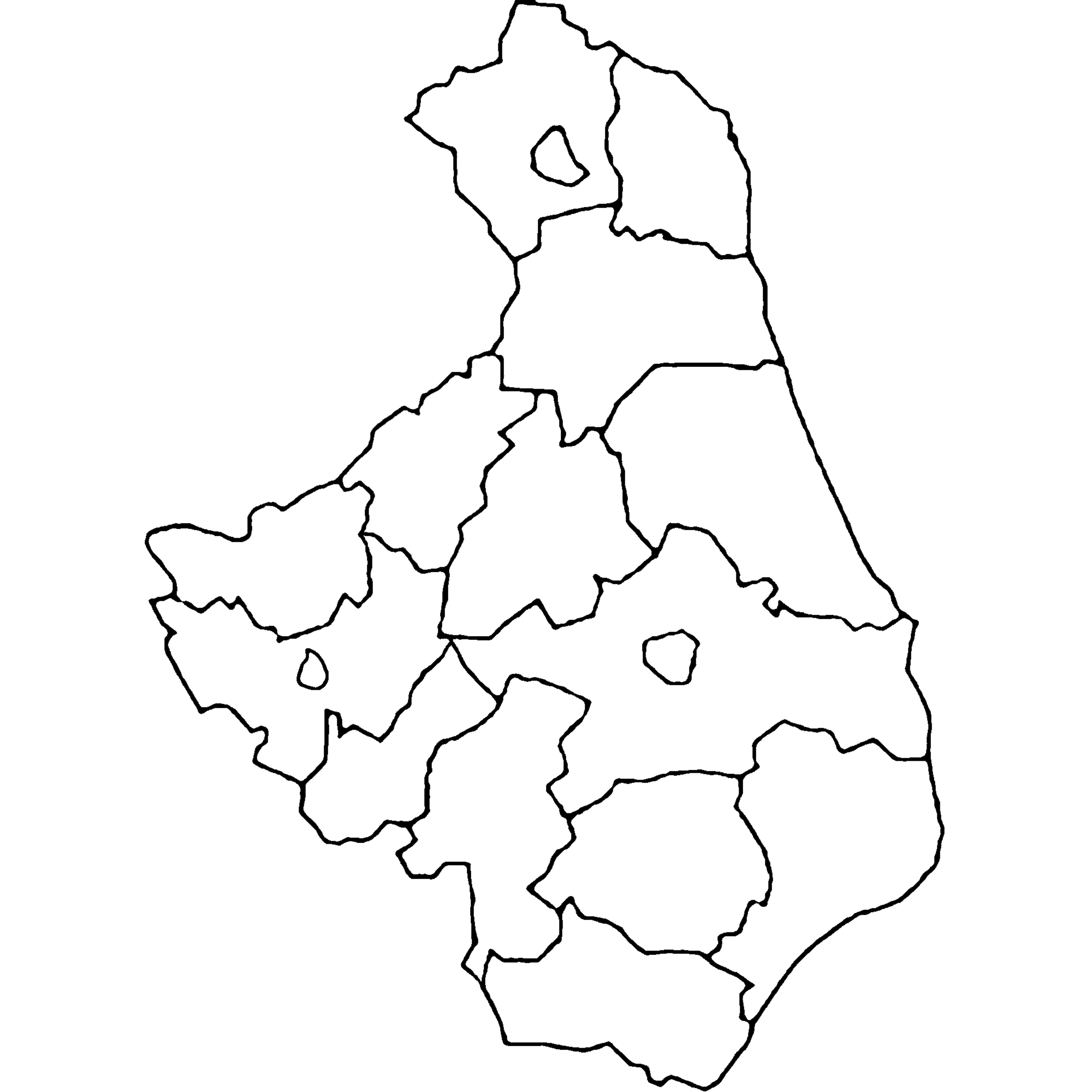
Mapa konturowa województwa podlaskiego z podziałem na powiaty

Województwo podlaskie jest podzielone na 14 powiatów oraz 3 miasta na prawach powiatu.
Powierzchnia stan na 31 grudnia 2017, liczba ludności stan na 30 czerwca 2020.
| Podział administracyjny                 | Powierzchnia [km²] | Ludność | Siedziba            | Miasta                                                                                      | Liczba gmin |
| --------------------------------------- | ------------------ | ------- | ------------------- | ------------------------------------------------------------------------------------------- | ----------- |
| Miasta na prawach powiatu               |                    |         |                     |                                                                                             |             |
| Białystok                               | 102,13             | 297 585 |                     |                                                                                             | 1           |
| Suwałki                                 | 65,51              | 69 786  |                     |                                                                                             | 1           |
| Łomża                                   | 32,67              | 62 795  |                     |                                                                                             | 1           |
| Powiaty                                 |                    |         |                     |                                                                                             |             |
| powiat białostocki                      | 2976,44            | 150 333 | Białystok *         | Łapy, Czarna Białostocka, Wasilków, Choroszcz, Supraśl, Zabłudów, Tykocin, Suraż, Michałowo | 15          |
| powiat sokólski                         | 2054,50            | 66 286  | Sokółka             | Dąbrowa Białostocka, Suchowola, Krynki                                                      | 10          |
| powiat augustowski                      | 1659,39            | 57 908  | Augustów            | Lipsk                                                                                       | 7           |
| powiat wysokomazowiecki                 | 1288,91            | 56 652  | Wysokie Mazowieckie | Ciechanowiec, Czyżew, Szepietowo                                                            | 10          |
| powiat bielski                          | 1385,09            | 54 058  | Bielsk Podlaski     | Brańsk                                                                                      | 8           |
| powiat łomżyński                        | 1354,59            | 50 894  | Łomża *             | Nowogród, Jedwabne                                                                          | 9           |
| powiat grajewski                        | 967,62             | 47 039  | Grajewo             | Szczuczyn, Rajgród                                                                          | 6           |
| powiat siemiatycki                      | 1459,46            | 43 910  | Siemiatycze         | Drohiczyn                                                                                   | 9           |
| powiat zambrowski                       | 733,12             | 43 390  | Zambrów             |                                                                                             | 5           |
| powiat hajnowski                        | 1623,53            | 42 293  | Hajnówka            | Kleszczele                                                                                  | 9           |
| powiat moniecki                         | 1381,79            | 40 251  | Mońki               | Knyszyn, Goniądz                                                                            | 7           |
| powiat kolneński                        | 940,10             | 37 983  | Kolno               | Stawiski                                                                                    | 6           |
| powiat suwalski                         | 1307,00            | 35 606  | Suwałki *           |                                                                                             | 9           |
| powiat sejneński                        | 855,17             | 19 807  | Sejny               |                                                                                             | 5           |
| * nie zalicza się do powiatu ziemskiego |                    |         |                     |                                                                                             |             |

Największe miasta województwa podlaskiego
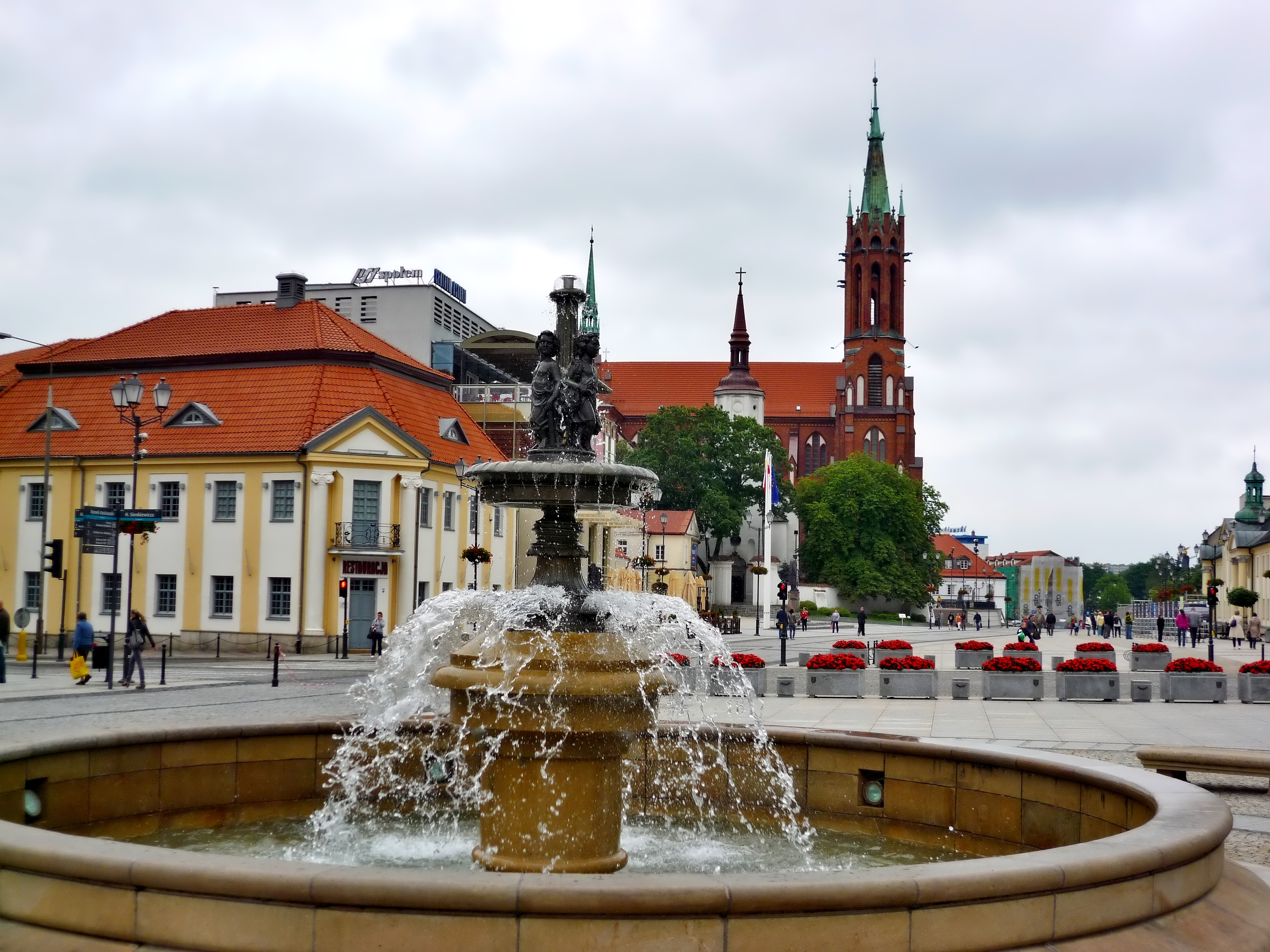
Białystok – fragment rynku z fontanną
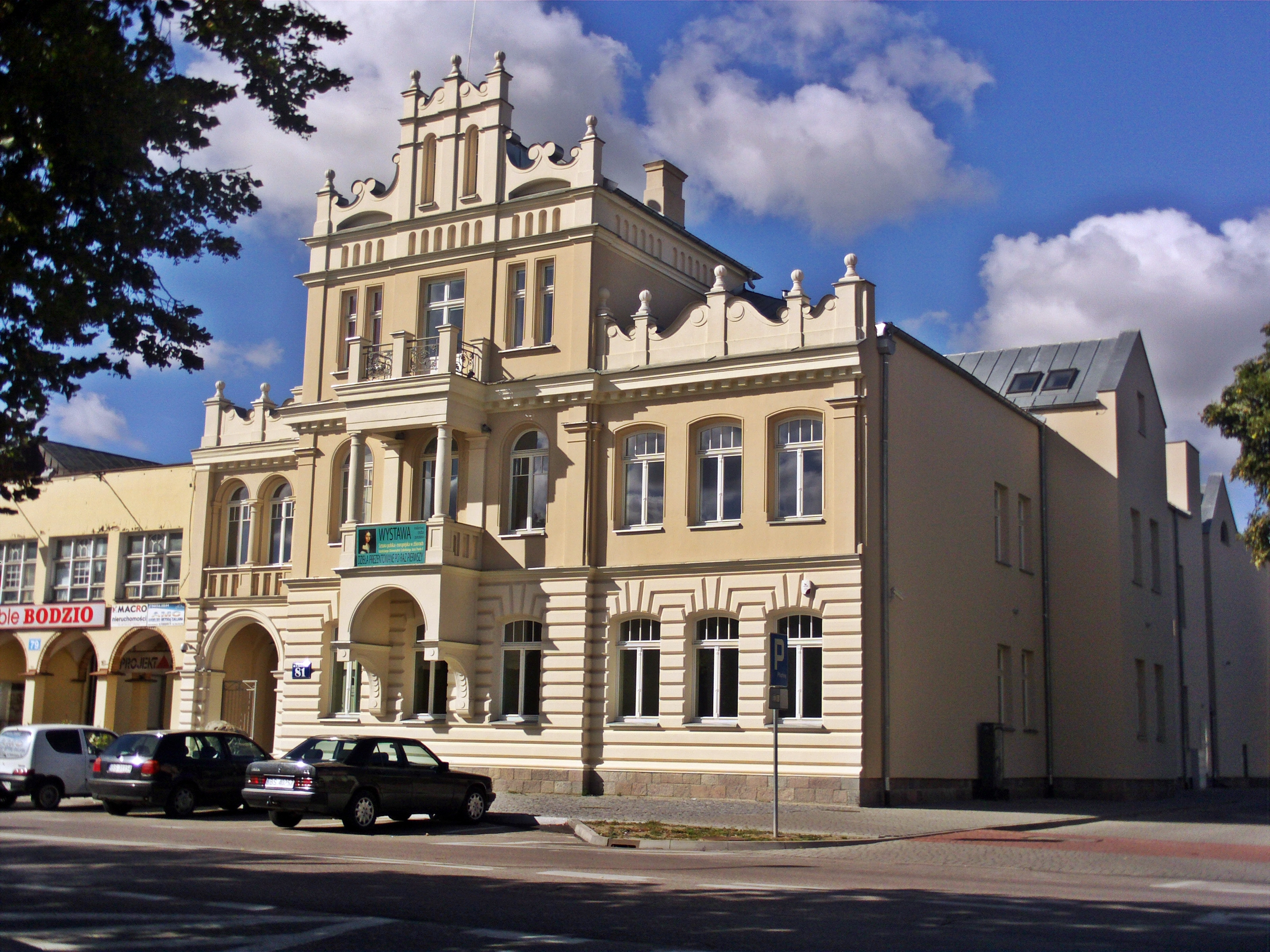
Suwałki – resursa obywatelska
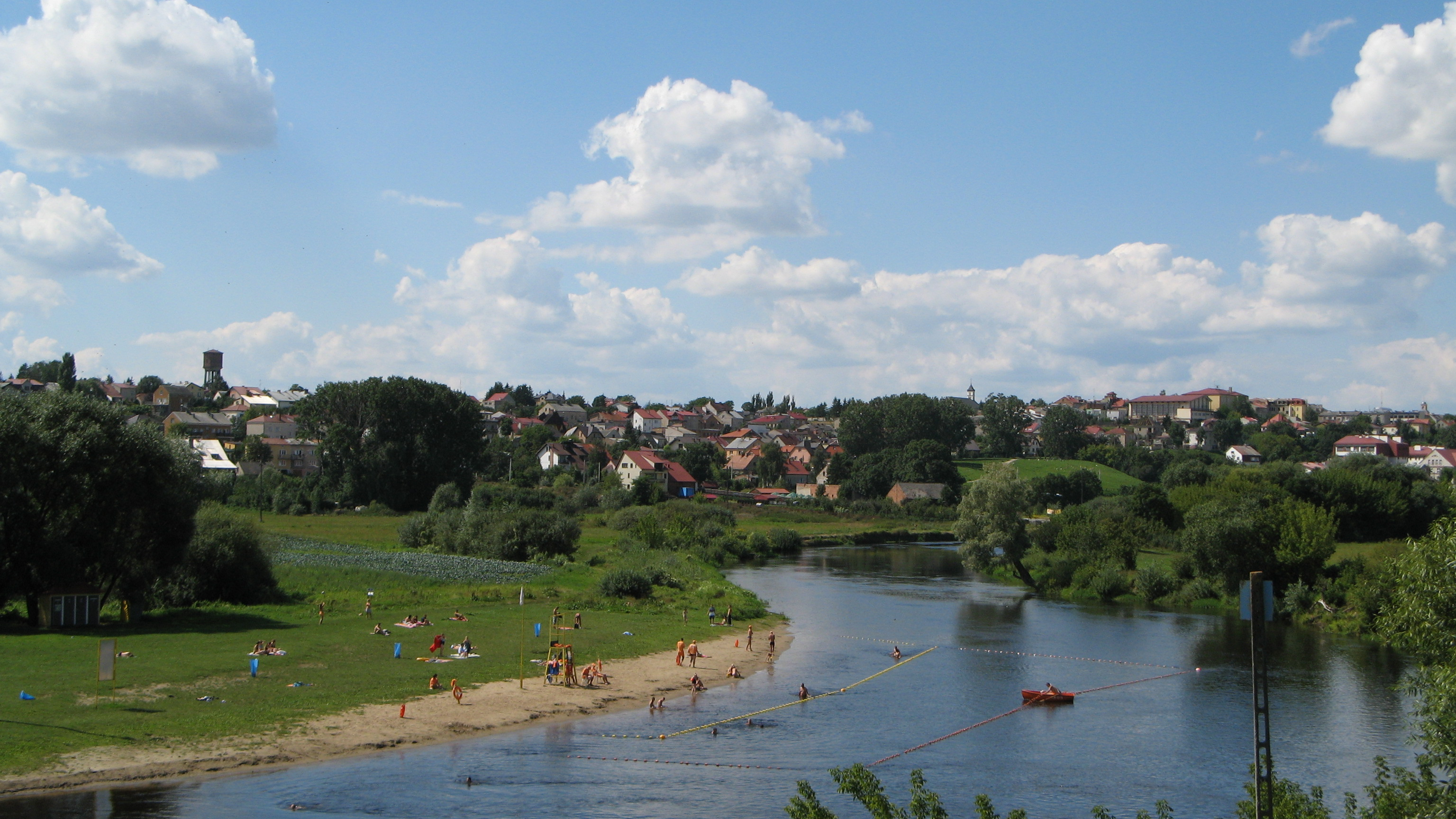
Łomża – panorama od strony Narwi
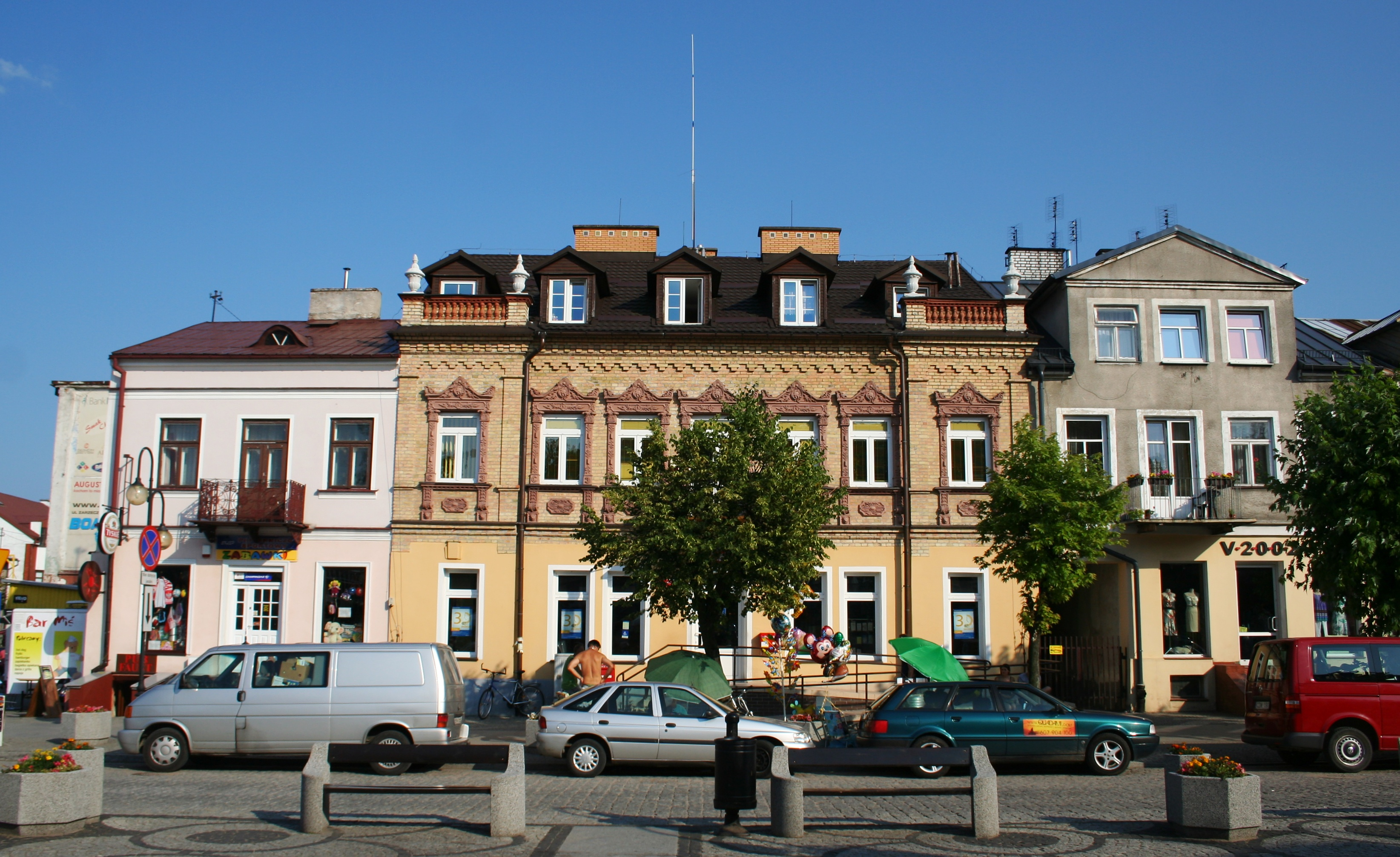
Augustów – kamienica w rynku
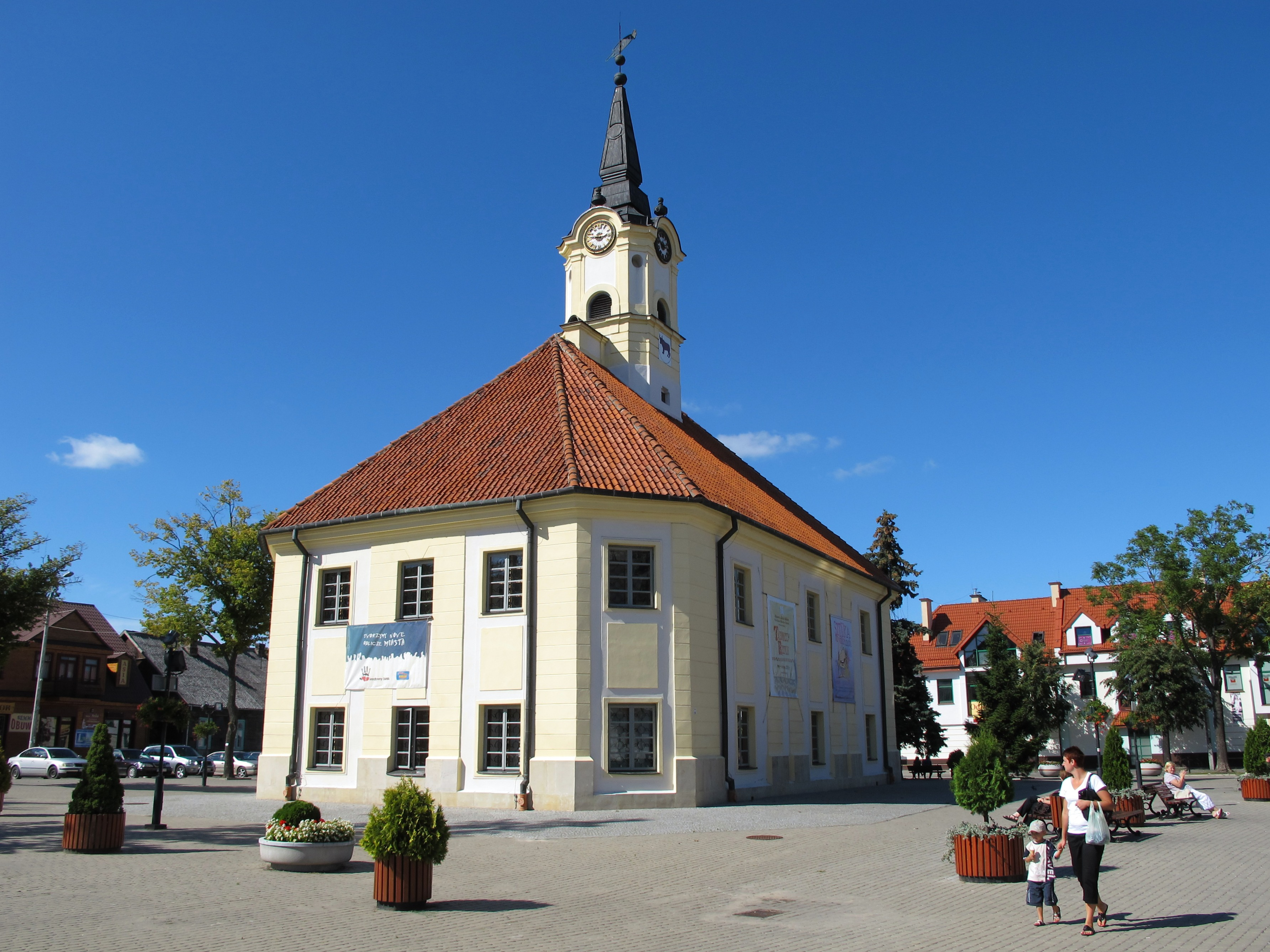
Bielsk Podlaski – ratusz

## Demografia

Piramida płci i wieku – dane z 30 czerwca 2007

Według danych z 30 czerwca 2020 r. województwo miało 1 176 576 mieszkańców, co stanowiło 3,1% ludności Polski.
Dane z 30 czerwca 2020 r.:
| Opis                              | Ogółem        | Ogółem        | Kobiety       | Kobiety       | Mężczyźni     | Mężczyźni     |
| --------------------------------- | ------------- | ------------- | ------------- | ------------- | ------------- | ------------- |
| jednostka                         | osób          | %             | osób          | %             | osób          | %             |
| populacja                         | 1 176 576     | 100           | 603 254       | 51            | 573 322       | 49            |
| powierzchnia                      | 20 187,02 km² | 20 187,02 km² | 20 187,02 km² | 20 187,02 km² | 20 187,02 km² | 20 187,02 km² |
| gęstość zaludnienia (mieszk./km²) | 58            | 58            | 30            | 30            | 28            | 28            |

Bardzo niska gęstość zaludnienia 61 os./km², największe zaludnienie (poza miastami) w zachodniej i środkowej części województwa podlaskiego; w Białymstoku i okolicach mieszka 1/3 ludności; niższy od średniej krajowej stopień urbanizacji 57,8%; wyższy przyrost naturalny 1,2, ujemne saldo migracji (0,6).
Podlaskie jest województwem najbardziej zróżnicowanym w Polsce pod względem etnicznym i kulturowym. Od stuleci sąsiadują tu różne narodowości i wyznania. Poza ludnością polską mieszkają tu:
- Białorusini (ok. 23 tys.),
- Litwini (ok. 4 tys.),
- Amerykanie (ok. 2 tys.),
- Ukraińcy (ok. 2 tys.),
- Anglicy (ok. 1 tys.),
- Rosjanie (ok. 0,9 tys.),
- Niemcy (ok. 0,9 tys.),
- Tatarzy (ok. 0,5 tys.),
- Romowie,
- Żydzi[9].

Występuje tu najliczniejsze w Polsce skupisko ludności prawosławnej (ok. 95 tys., 63,1% wyznawców prawosławia w całym kraju), w Grabarce znajduje się ośrodek pielgrzymek prawosławnych (dane z 2021 roku).

## Mniejszości narodowe i etnograficzne w powiatach i gminach województwa podlaskiego
|                         | Populacja | Białorusini    | Litwini        | Ukraińcy      |
| ----------------------- | --------- | -------------- | -------------- | ------------- |
| Województwo podlaskie   | 1 154 283 | 23 242 (2,01%) | 4 550 (0,39%)  | 2 148 (0,19%) |
| Białystok               | 294 242   | 6 443 (2,19%)  | 109 (0,04%)    | 724 (0,25%)   |
| Łomża                   | 60 848    | 49 (0,08%)     | 6 (0,01%)      | 37 (0,06%)    |
| Suwałki                 | 69 229    | 94 (0,13%)     | 391 (0,56%)    | 38 (0,05%)    |
| Powiat augustowski      | 55 773    | 90 (0,16%)     | 35 (0,06%)     | 31 (0,06%)    |
| Powiat białostocki      | 154 255   | 2 437 (1,58%)  | 25 (0,02%)     | 184 (0,12%)   |
| Powiat bielski          | 52 427    | 5 274 (10,06%) | 17 (0,03%)     | 428 (0,82%)   |
| Powiat grajewski        | 45 481    | 33 (0,07%)     | 14 (0,03%)     | 9 (0,02%)     |
| Powiat hajnowski        | 40 439    | 7 475 (18,18%) | 6 (0,01%)      | 428 (1,06%)   |
| Powiat kolneński        | 36 374    | 29 (0,08%)     | 3 (0,01%)      | 12 (0,03%)    |
| Powiat łomżyński        | 49 954    | 58 (0,12%)     | 5 (0,01%)      | 18 (0,04%)    |
| Powiat moniecki         | 38 490    | 56 (0,12%)     | 5 (0,01%)      | 12 (0,03%)    |
| Powiat sejneński        | 19 184    | 22 (0,11%)     | 3 788 (19,75%) | 4 (0,02%)     |
| Powiat siematycki       | 42 159    | 599 (1,42%)    | 7 (0,02%)      | 117 (0,28%)   |
| Powiat sokólski         | 63 445    | 451 (0,71%)    | 18 (0,03%)     | 21 (0,03%)    |
| Powiat suwalski         | 35 028    | 50 (0,14%)     | 108 (0,31%)    | 22 (0,06%)    |
| Powiat wysokomazowiecki | 54 856    | 58 (0,11%)     | 9 (0,02%)      | 27 (0,05%)    |
| Powiat zambrowski       | 42 099    | 24 (0,06%)     | 4 (0,01%)      | 36 (0,09%)    |

## Religia

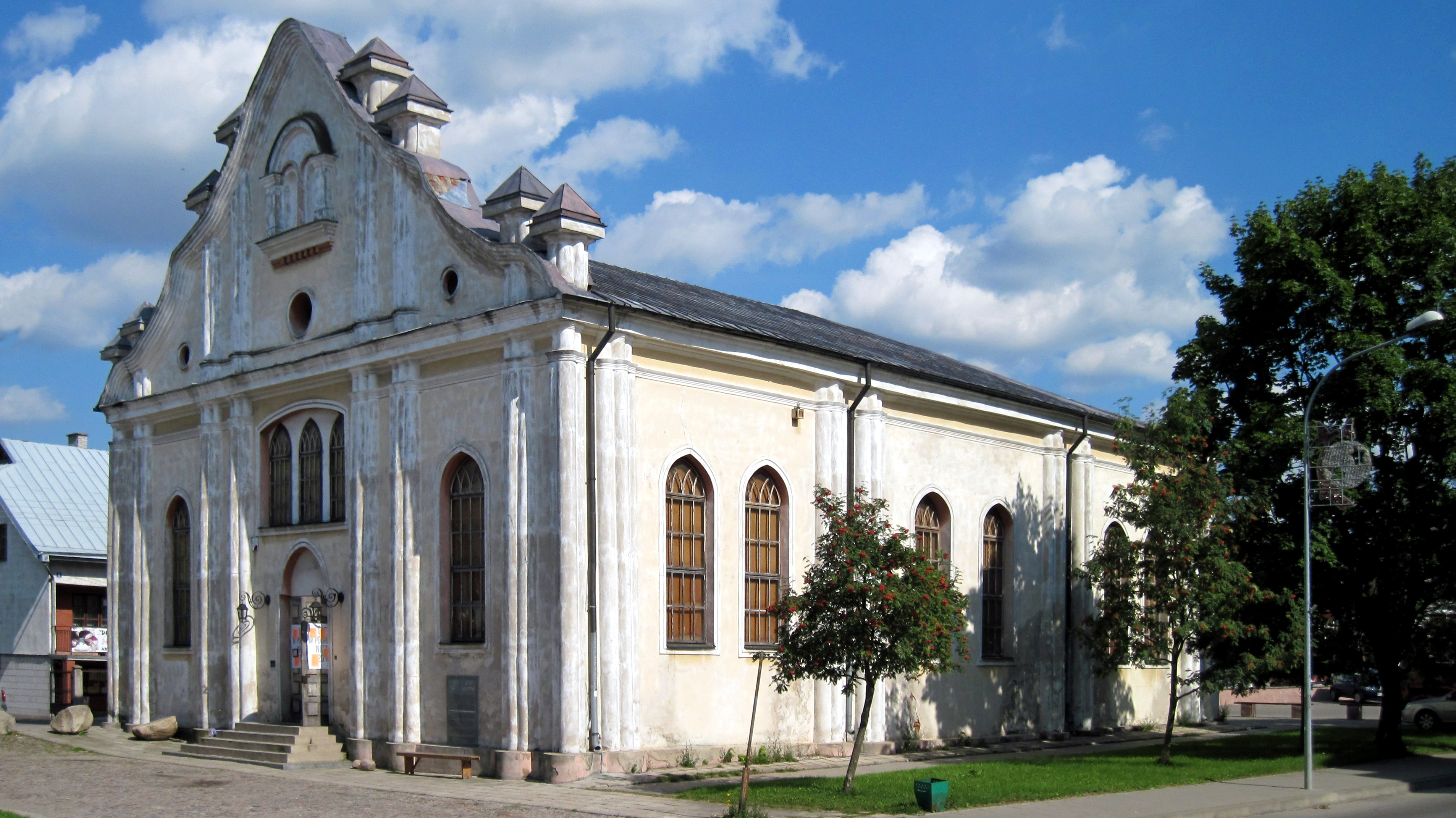
Biała Synagoga w Sejnach

1. katolicyzm (73,8%)
2. prawosławie (8,33%)
3. protestantyzm (0,19%)
4. restoracjonizm (0,18%)
5. islam (0,06%)
6. inne (0,03%)
7. bezwyznaniowość (17,4%)

## Administracja i polityka

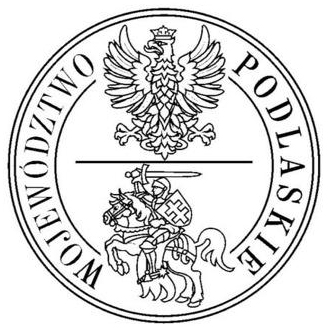
Pieczęć woj. podlaskiego

Logo Województwa Podlaskiego

### Samorząd wojewódzki
Organem stanowiącym samorządu jest Sejmik Województwa Podlaskiego, składający się z 30 radnych. Siedzibą sejmiku województwa jest Białystok.
Sejmik wybiera organ wykonawczy samorządu, którym jest zarząd województwa, składający się z 5 członków z przewodniczącym mu marszałkiem. Obecny skład zarządu przedstawia się następująco: marszałek – Łukasz Prokorym, wicemarszałkowie: Wiesława Burnos i Marek Malinowski, członkowie zarządu: Bogdan Dyjuk i Jacek Piorunek.

### Administracja państwowa
Organem administracji rządowej jest wojewoda, wyznaczany przez Prezesa Rady Ministrów. Siedzibą wojewody jest Białystok, gdzie znajduje się Podlaski Urząd Wojewódzki w Białymstoku. W ramach urzędu działa także delegatura w Łomży. Obecnie wojewodą jest Jacek Brzozowski, a wicewojewodami Paweł Krutul i Michał Gąsowski.

## Gospodarka

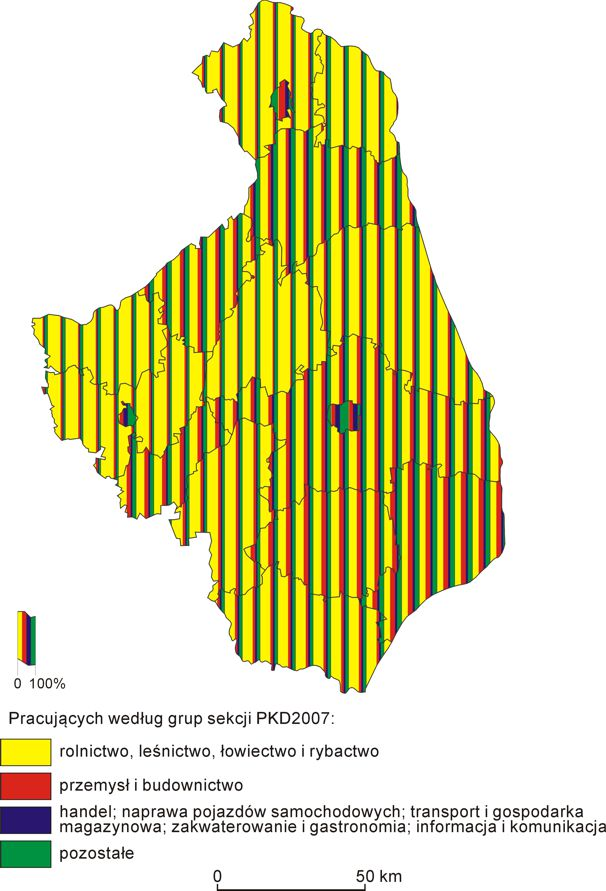
Odsetek pracujących według grup sekcji PKD2007 w powiatach województwa w 2012 roku

W 2012 r. produkt krajowy brutto woj. podlaskiego wynosił 36,1 mld zł, co stanowiło 2,2% PKB Polski. Produkt krajowy brutto na 1 mieszkańca wynosił 30,1 tys. zł (71,7% średniej krajowej), co plasowało podlaskie na 14. miejscu względem innych województw.
W 2010 r. produkcja sprzedana przemysłu w woj. podlaskim wynosiła 16,7 mld zł, co stanowiło 1,7% produkcji przemysłu Polski. Sprzedaż produkcji budowlano-montażowej w podlaskim wynosiła 4,8 mld zł, co stanowiło 3,0% tej sprzedaży Polski.
Przeciętne miesięczne wynagrodzenie mieszkańca woj. podlaskiego w 3. kwartale 2011 r. wynosiło 3220,88 zł, co lokowało je na 11. miejscu względem wszystkich województw.
We wrześniu 2019 r. liczba zarejestrowanych bezrobotnych w województwie obejmowała ok. 32,8 tys. mieszkańców, co stanowi stopę bezrobocia na poziomie 6,9% do aktywnych zawodowo.
Według danych z 2011 r. 11,0% mieszkańców w gospodarstwach domowych woj. podlaskiego miało wydatki poniżej granicy ubóstwa skrajnego (tzn. znajdowało się poniżej minimum egzystencji), co stanowiło największy odsetek względem innych województw.

## Fauna i flora

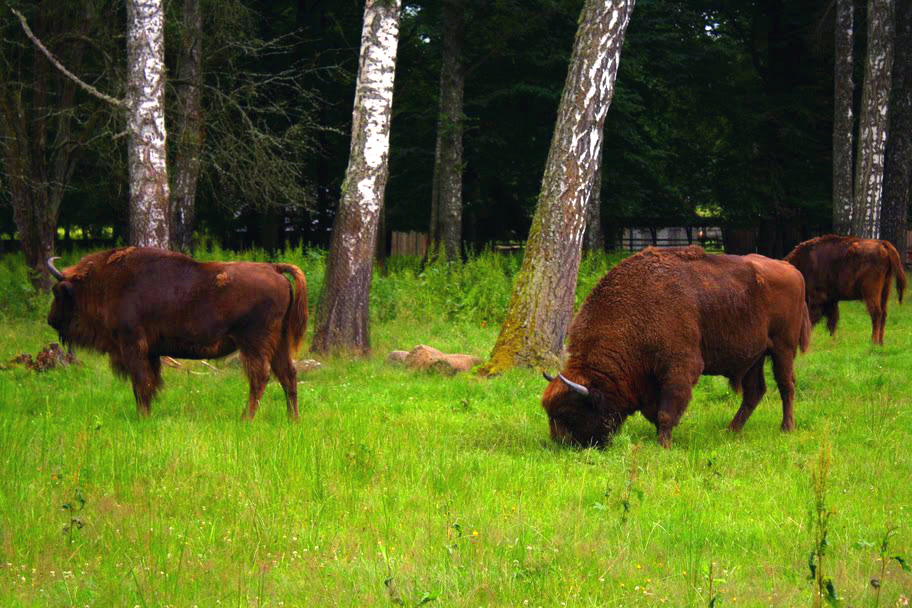
Żubry w Białowieskim Parku Narodowym

Według danych z 31 grudnia 2012 r. w woj. podlaskim lasy obejmowały powierzchnię 618,4 tys. ha, co stanowiło 30,6% jego powierzchni. 32,7 tys. ha lasów znajdowało się w obrębie parków narodowych.
W rozległych lasach i puszczach (Puszcza Białowieska, Augustowska, Knyszyńska, Zielona), z których niektóre jako jedyne w Europie zachowały swój pierwotny charakter, można spotkać bogactwo unikatowej fauny i flory. Spotkać tu można łosie, wilki, rysie i żubry żyjące w Puszczach Białowieskiej oraz Knyszyńskiej.

## Ochrona środowiska

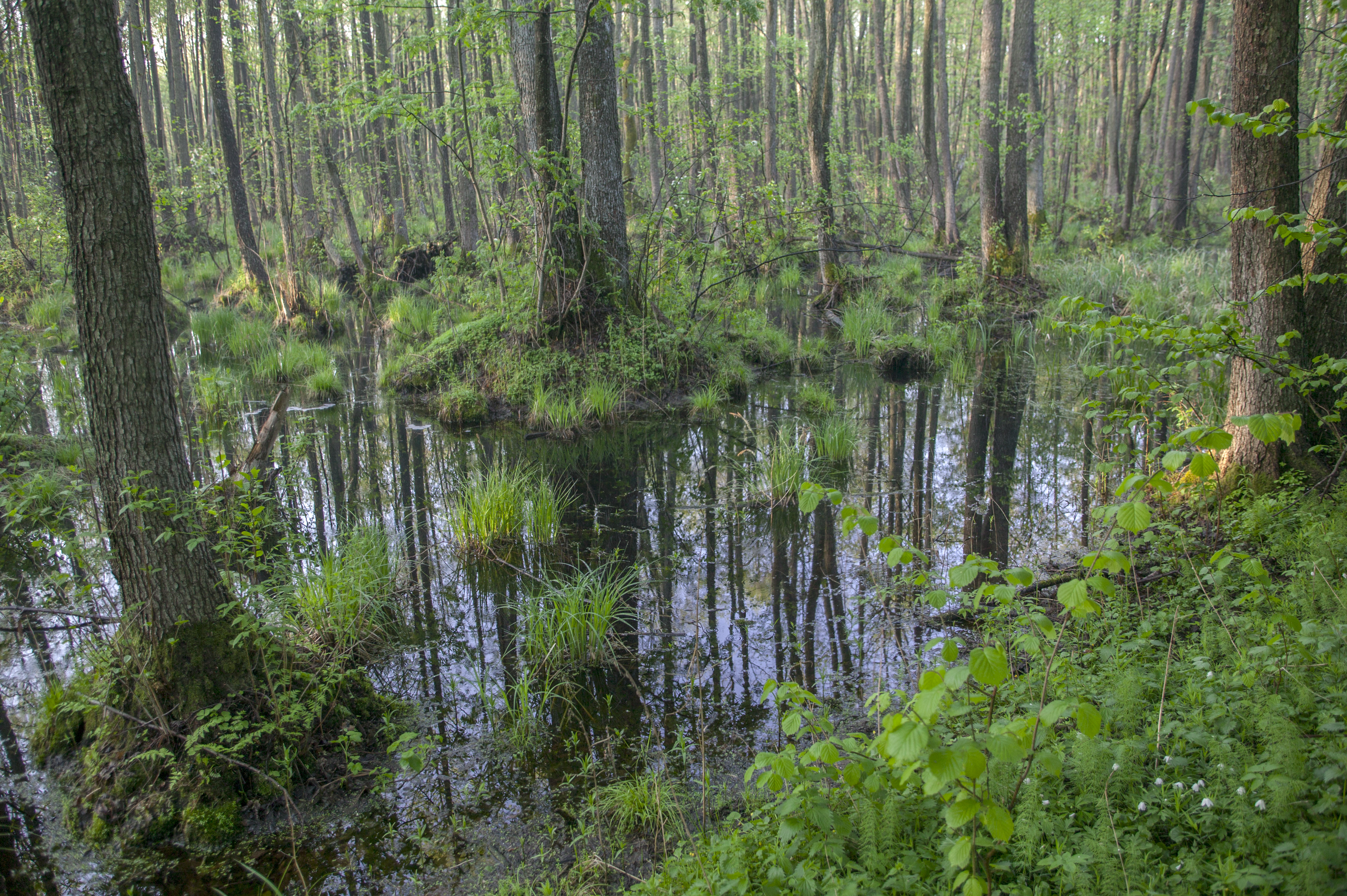
Biebrzański Park Narodowy

Na terenie województwa istnieją 4 parki narodowe, w tym najstarszy w Polsce Białowieski Park Narodowy, a także o największej powierzchni, czyli Biebrzański Park Narodowy. Dwa pozostałe parki narodowe to wigierski i narwiański.

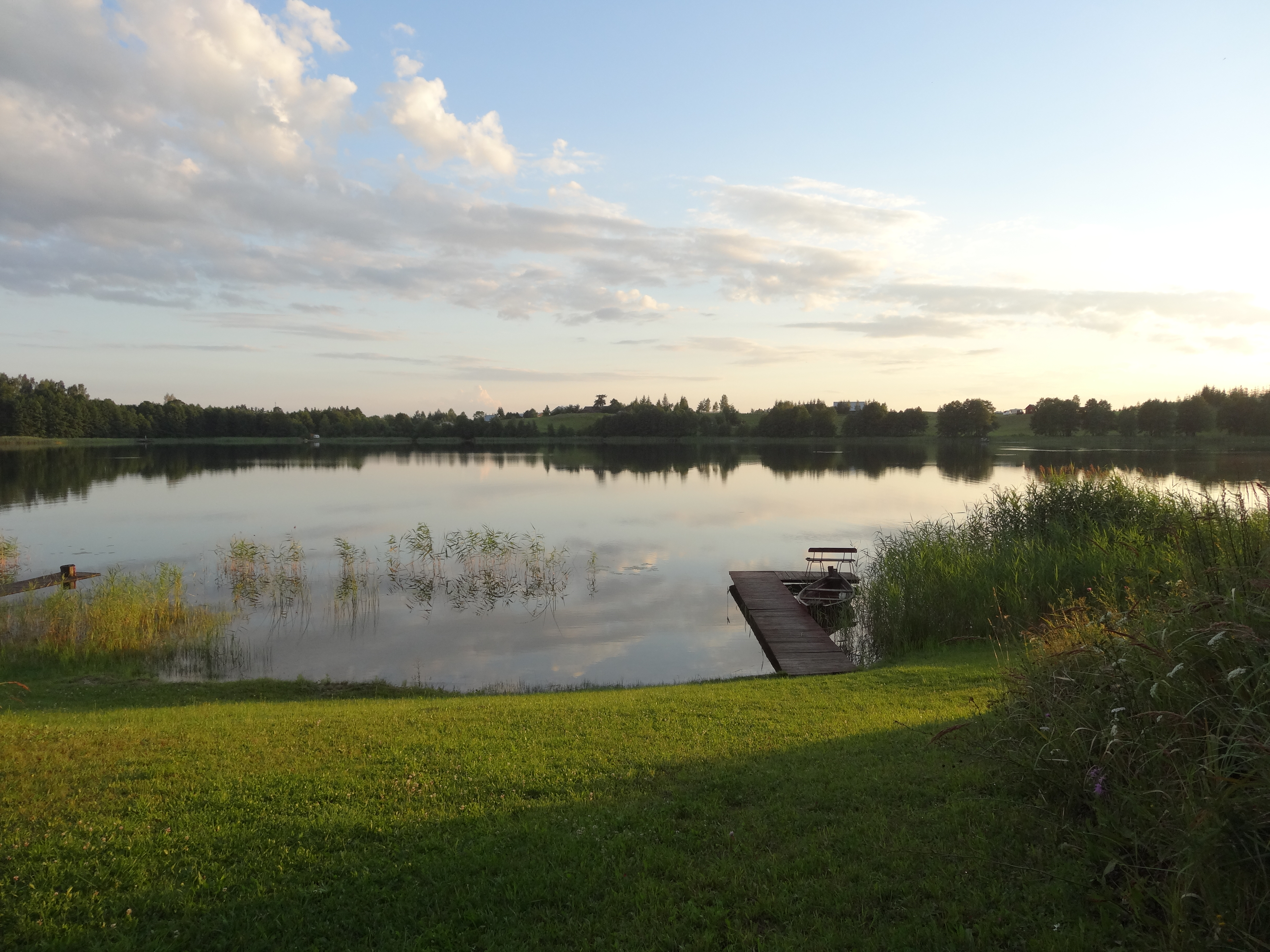
Wigierski Park Narodowy

Ochrona przyrody i środowiska naturalnego w województwie podlaskim obejmuje także 3 parki krajobrazowe, 85 rezerwatów przyrody oraz 2051 pomników przyrody.
Parki narodowe:
1. Białowieski Park Narodowy
2. Biebrzański Park Narodowy
3. Narwiański Park Narodowy
4. Wigierski Park Narodowy

Parki krajobrazowe:
1. Suwalski Park Krajobrazowy
2. Park Krajobrazowy Puszczy Knyszyńskiej
3. Łomżyński Park Krajobrazowy Doliny Narwi

87 rezerwatów przyrody oraz liczne obszary chronionego krajobrazu.

## Transport

### Drogowy[23]
- Drogi ekspresowe: S8, S16, S19, S61
- Drogi krajowe: 8, 16, 19, 58, 61, 62, 63, 64, 65, 66
- Drogi wojewódzkie: 640, 645, 647, 648, 651, 652, 653, 655, 658, 659, 664, 668, 669, 670, 671, 673, 674, 676, 677, 678, 679, 681, 682, 685, 686, 687, 689, 690, 693

### Kolejowy
Na terenie województwa podlaskiego znajduje się 36 linii kolejowych, z których 6 jest liniami szerokotorowymi.
- Linie kolejowe[24]: 6, 31, 32, 36, 37, 38, 39, 40, 43, 49, 50, 51, 52, 57, 58, 59, 451, 515, 516, 517, 836, 910, 911, 912, 913, 914, 915, 916, 923, 924, 925, 926, 927, 928, 929

#### Tabor kolejowy
Województwo podlaskie posiada 17 pojazdów szynowych zakupionych przez Urząd Marszałkowski, z których 11 stanowią spalinowe zespoły trakcyjne i autobusy szynowe, a pozostałe to sześć elektrycznych zespołów trakcyjnych. Przewoźnikiem obsługującym tabor należący do Urzędu Marszałkowskiego Województwa Podlaskiego jest Polregio.
| Seria  | Typ           | Numery                              | Liczba | Producent / Modernizator      | Źródło |
| ------ | ------------- | ----------------------------------- | ------ | ----------------------------- | ------ |
| EN57AL | Pafawag 5B/6B | 1529, 1536, 1543 ÷ 1544, 1551, 1555 | 6      | Pafawag ZNTK Mińsk Mazowiecki |        |
| SA105  | 213Ma         | 103                                 | 1      | ZNTK Poznań                   |        |
| SA108  | 215M          | 007, 009                            | 2      | ZNTK Poznań                   |        |
| SA133  | 218Mc         | 001 ÷ 002, 009 ÷ 012, 019 ÷ 020     | 8      | Pesa                          |        |

## Nauka i oświata

### Uczelnie publiczne (alfabetycznie)[25]

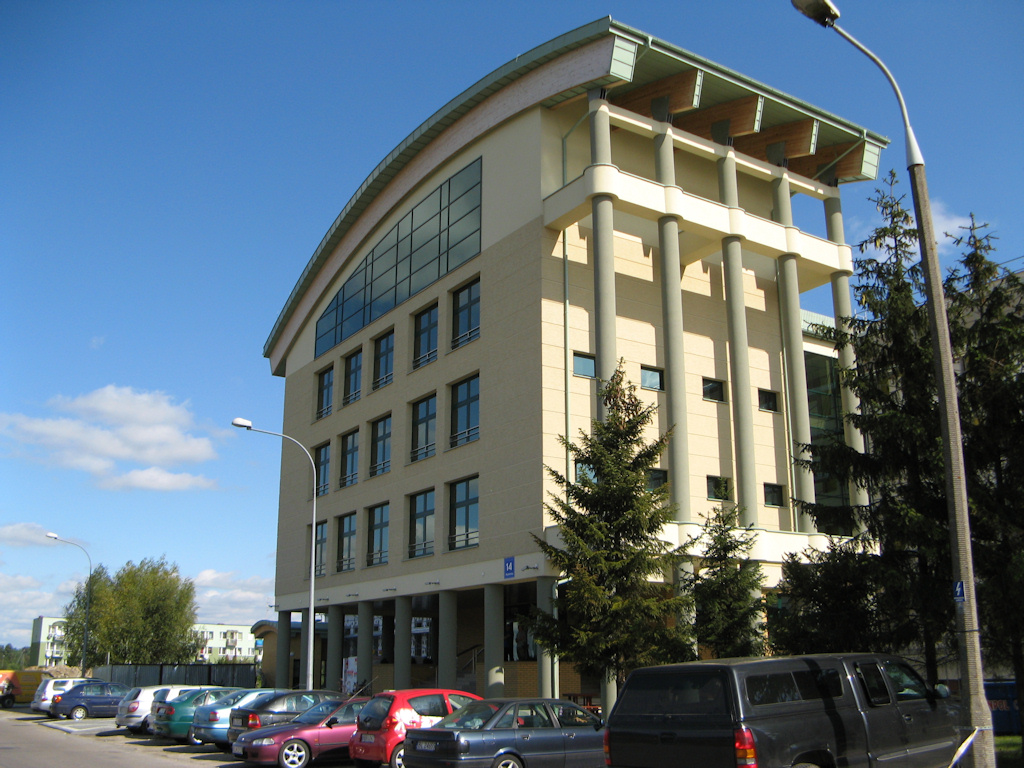
Akademia Łomżyńska

- Akademia Teatralna – Filia w Białymstoku
- Akademia Łomżyńska
- Państwowa Wyższa Szkoła Zawodowa w Suwałkach
- Politechnika Białostocka
- Uniwersytet Medyczny w Białymstoku
- Uniwersytet w Białymstoku
- Uniwersytet Muzyczny Fryderyka Chopina – Filia w Białymstoku. Wydziały: Instrumentalno-Pedagogiczny, Edukacji muzycznej i Wokalistyki

### Uczelnie niepubliczne

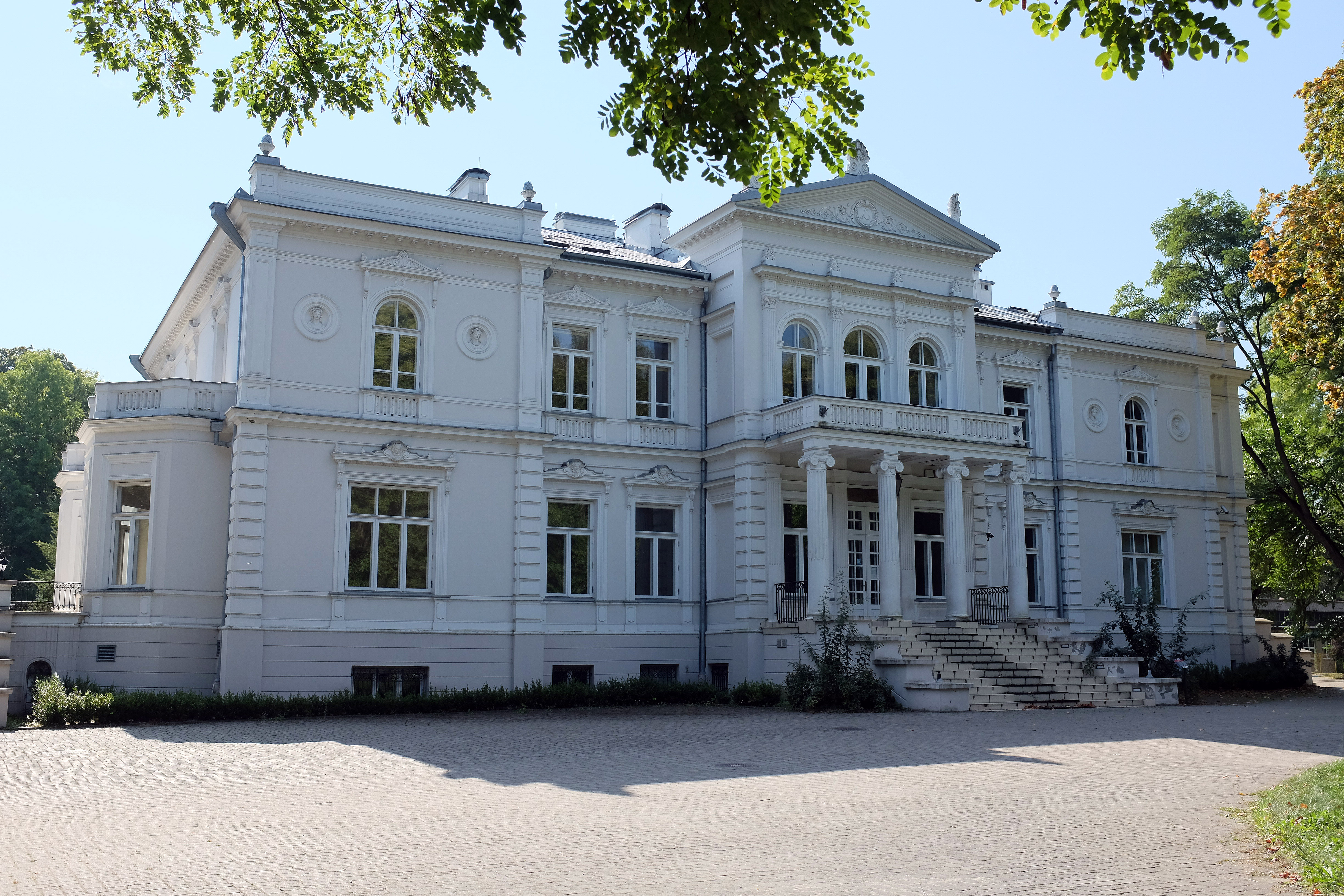
Wyższa Szkoła Administracji Publicznej w Białymstoku

- Wyższa Szkoła Administracji Publicznej im. Stanisława Staszica w Białymstoku
- Wyższa Szkoła Menedżerska w Białymstoku
- Wyższa Szkoła Ekonomiczna w Białymstoku
- Niepaństwowa Wyższa Szkoła Pedagogiczna w Białymstoku
- Wyższa Szkoła Medyczna w Białymstoku
- Wyższa Szkoła Matematyki i Informatyki Użytkowej w Białymstoku
- Wyższa Szkoła Finansów i Zarządzania w Białymstoku
- Wyższa Szkoła Agrobiznesu w Łomży
- Wyższa Szkoła Zarządzania i Przedsiębiorczości im. Bogdana Jańskiego w Łomży
- Nadbużańska Szkoła Wyższa w Siemiatyczach
- Wyższa Szkoła Wychowania Fizycznego i Turystyki w Białymstoku
- Wyższa Szkoła Suwalsko-Mazurska im. Papieża Jana Pawła II w Suwałkach
- Wyższa Szkoła Służby Społecznej im. ks. Franciszka Blachnickiego w Suwałkach

### Seminaria duchowne
- Archidiecezjalne Wyższe Seminarium Duchowne w Białymstoku
- Wyższe Seminarium Duchowne w Drohiczynie
- Wyższe Seminarium Duchowne w Łomży

## Bezpieczeństwo publiczne
W województwie podlaskim działa centrum powiadamiania ratunkowego, które znajduje się w Zaściankach i które obsługuje zgłoszenia alarmowe kierowane do numerów alarmowych 112, 997, 998 i 999.

## Historia
Województwo podlaskie, jakkolwiek w niewielkim stopniu pokrywało się z aktualnym obszarem, istniało pod tą nazwą także w latach 1513–1795 (Województwo podlaskie (I Rzeczpospolita)) i 1816–1837. Poniżej jednostki administracyjne istniejące dawniej na obszarze aktualnego województwa podlaskiego.

### Wiek XX
Polska Rzeczpospolita Ludowa / III Rzeczpospolita
- Województwo białostockie (1945–1998)
- Województwo suwalskie (1975–1998)
- Województwo łomżyńskie (1975–1998)

II wojna światowa
- Bezirk Bialystok (1941–1945)
- Obwód białostocki (BSRR) (1939–1945)
- Obwód brzeski (BSRR) (1939–1945)

II Rzeczpospolita
- Województwo białostockie (II Rzeczpospolita) (1919–1939)
- Województwo poleskie (II Rzeczpospolita) (1921–1939)

I wojna światowa
- Ober-Ost, Bialystok-Grodno District (1915–1919)
- Generalne Gubernatorstwo Warszawskie (1915–1918)

### Wiek XIX
Imperium Rosyjskie
- Gubernia grodzieńska (1796/1842–1915)
- Obwód białostocki (Rosja) (1807–1842)

Królestwo Polskie (kongresowe)
- Gubernia łomżyńska (1867–1915)
- Gubernia suwalska (1867–1915)
- Gubernia augustowska (1837–1866)
- Województwo augustowskie (1816–1837)

Księstwo Warszawskie
- Departament łomżyński (1807–1815)

Królestwo Prus
- Prusy Nowowschodnie – departament białostocki (1795–1807)

### Wiek XI – Wiek XVIII
Korona Królestwa Polskiego
- Województwo podlaskie (I Rzeczpospolita) (1569–1795)

Wielkie Księstwo Litewskie
- Województwo brzeskolitewskie (1566–1795)
- Województwo podlaskie (I Rzeczpospolita) (1513–1569)
- Województwo nowogródzkie (1507–1795)
- Województwo trockie (1413–1795)

Królestwo Polskie
- Księstwo Mazowieckie

Księstwo Halicko-Wołyńskie
- Księstwo halicko-wołyńskie

### Wiek X
- Jaćwingowie
- Ruś Kijowska